# Vito Bambino
Vito Bambino, pseudonimo di Mateusz Wojciech Dopieralski (Katowice, 27 aprile 1988), è un cantante e attore polacco con cittadinanza tedesca.

## Biografia
Dopieralski ha fatto il suo esordio nel mondo discografico nel 2020, pubblicando l'album in studio Poczekalnia sotto la Def Jam Recordings Poland; il disco, che ha esordito al 4º posto nella OLiS, è stato certificato oro dalla Związek Producentów Audio-Video per aver superato le 15 000 unità equivalenti. Ha in seguito inciso con Sanah la collaborazione Ale jazz!, certificata doppio diamante, e ha anche preso parte a I Ciebie też, bardzo, brano doppio diamante della Męskie Granie 2021.
Nell'aprile 2023 viene presentato Pracownia, secondo LP dell'artista, con cui ha ottenuto un doppio disco di platino dalla ZPAV e il suo miglior posizionamento nella OLiS (2ª posizione).

## Discografia

### Album in studio
- 2020 – Poczekalnia
- 2023 – Pracownia

### EP
- 2025 – Def Jam World Tour: London (con Fukaj e Daniel Godson)

### Singoli
- 2020 – Daddy Haze
- 2020 – Numer (con i Rasmentalism e Dawid Podsiadło)
- 2020 – Bunkrów nie ma
- 2020 – Rampage
- 2020 – Oddaj (con Natalia Szroeder)
- 2020 – Last Puff
- 2021 – Ale jazz! (con Sanah)
- 2021 – Późne popołudnie (con Tymek e Pham)
- 2021 – Zatapiamy się (con Fukaj e Kubi Producent)
- 2021 – Nudy
- 2021 – Rampage (Bez Bitu) (con Bez Bitu feat. Moo Latte)
- 2021 – Wszystko mi mówi, że mnie ktoś pokochał
- 2021 – Jeżeli kochać, to nie indywidualnie (con Szymon Komasa)
- 2022 – Maj
- 2022 – Niech monarchowie (con i Polskie Znaki)
- 2022 – Późne godziny (con Natalia Szroeder)
- 2022 – Poszło
- 2022 – Oscar (con Sanah)
- 2022 – Robię co mogę (con BRK e Miętha)
- 2022 – Chabo (con Guzior e Favst)
- 2022 – Chyba wiem
- 2023 – Etna
- 2023 – Podpalmy to
- 2023 – Nieść vibe (con Miętha)
- 2023 – Mustang (con Sanah)
- 2024 – Na nowo
- 2025 – Boo!
- 2025 – Fxxked It Up (con Fukaj e Onoe Caponoe)
- 2025 – Pomiędzy (con Daniel Godson e Moo Latte)
- 2025 – Póki jesteś (con Chivas)
- 2025 – Americano

### Collaborazioni
- 2017 – Boję się o Ciebie (Kaśka Sochacka feat. Vito Bambino)

## Filmografia

### Cinema
- Stralsund: Tödliches Versprechen, regia di Martin Eigler (2013)
- Sarajewo, regia di Andreas Prochaska (2014)
- Die Truckerin (Die Truckerin - Eine Frau geht durchs Feuer), regia di Sebastian Vigg (2016)
- Fucking Berlin, regia di Florian Gottschick (2016)
- Der Traum von Olympia: Die Nazi-Spiele von 1936, regia di Mira Thiel e Florian Huber (2016)
- Złota rybka (Goldfish), regia di Facundo V. Scalerandi (2016)
- Das Luther-Tribunal. Zehn Tage im April, regia di Christian Twente (2017)
- Mackie Messer – Brechts Dreigroschenfilm, regia di Joachim A. Lang (2018)
- Kraina lodu II (Frozen II), regia di Chris Buck e Jennifer Lee (2019)
- Harter Brocken 4: Die dunkle Seite des Mondes, regia di Markus Sehr (2019)

### Televisione
- SOKO Köln – serie TV (2012) – Felix Reisinger
- Frauen, die Geschichte machten, dokumentalny – serie TV (2013)
- Stralsund – serie TV (2013) – Vitas
- Der Usedom-Krimi – serie TV (2014) – Janek Juskowiak
- Josephine Klick - Allein unter Cops – serie TV (2015) – Alexander
- Heldt – serie TV (2015) – Carsten Hesse
- Bettys Diagnose – serie TV (2016) – Pascal Röchel
- Alarm für Cobra 11 – Die Autobahnpolizei – serie TV (2017) – Timo Kraus
- Nicht tot zu kriegen – serie TV (2017)
- Einstein – serie TV (2017)
- Tatort (Miejsce zbrodni) – serie TV (2018) – Ilkay Yildiz
- Rentnercops: Jeder Tag zählt! – serie TV (2018) – Alexander Drack
- Der Staatsanwalt – serie TV (2018) – Paul
- Der Krieg und ich – serie TV (2019) – Tomasz Dolinski
- Die Klempnerin – serie TV (2019) – Christoph Wagner
- West of Liberty – serie TV (2019) – Mischa
- Harter Brocken – serie TV (2019) – Kevin
- Die Chefin – serie TV (2020) – Jerome Lauer
- Notruf Hafenkante – serie TV (2021) – Jacek Janko